# David Alan Grier
David Alan Grier, född 30 juni 1956 i Detroit, är en amerikansk skådespelare.
Grier har bland annat medverkat i filmerna The Poker House från 2008, They Cloned Tyrone och Purpurfärgen från 2023.

## Filmografi (i urval)
- 1984 – En soldats historia
- 1992 – Boomerang
- 1995 – Jumanji
- 2000 – Rocky och Bullwinkle på äventyr
- 2001 – 15 Minutes
- 2004 – The Woodsman
- 2005 – En förtrollad romans
- 2008 – The Poker House
- 2020 – Coffee & Kareem
- 2021 – Clifford den stora röda hunden
- 2023 – They Cloned Tyrone
- 2023 – Purpurfärgen
- 2024 – The American Society of Magical Negroes
- 2024 – St. Denis Medical (TV-serie)